# XEV YOYO
El XEV YOYO es un microcoche eléctrico biplaza producido por el fabricante italiano XEV desde el año 2021. 

## Historia
En 2019, la empresa emergente italiana XEV presentó un modelo de preserie de su primer automóvil: un vehículo 100 % eléctrico enfocado a la movilidad urbana: un microcoche cuya carrocería estaba impresa en 3D y montada sobre un bastidor de acero de alta resistencia. 
Dos años después, en diciembre de 2021, se presentó el modelo definitivo en el salón del automóvil IAA de Múnich. El diseño se basaba en el concepto de preserie, con un protagonismo claro para la superficie acristalada y las diferentes texturas en puertas e interior.

## Concepto
El XEV YOYO tiene unas dimensiones pequeñas, capacidad para transportar a dos pasajeros y un maletero de 180 litros de capacidad. 
Como elementos de serie, incluye luces diurnas led, aire acondicionado, calefacción PTC, sistema de antibloqueo de frenos ABS o conectividad Bluetooth. 

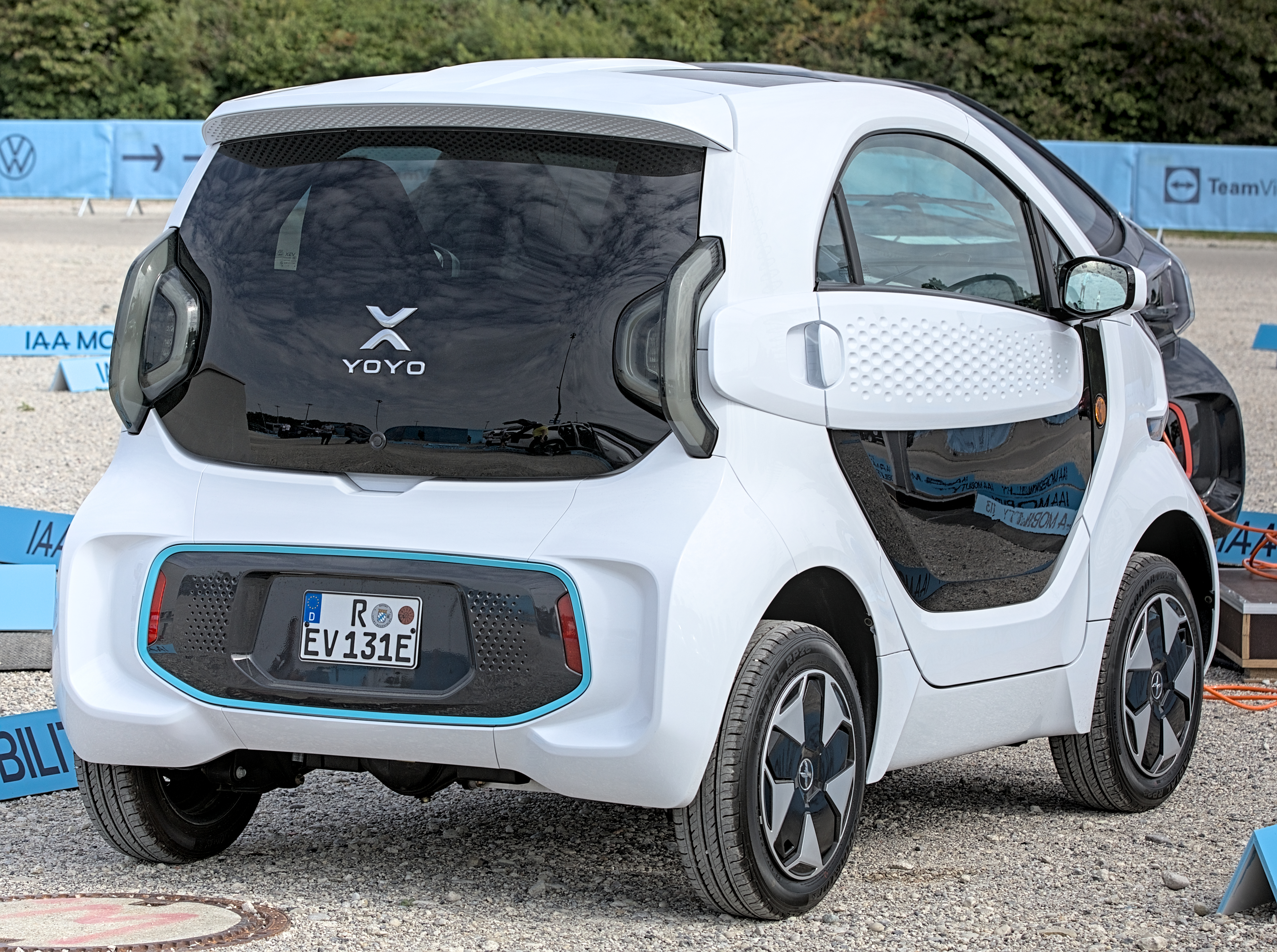
Vista trasera XEV YOYO

## Características técnicas
La carrocería del XEV YOYO mide 2,5 m de largo y tiene 1,50 m tanto de ancho como de alto. Para moverla, recurre a un motor eléctrico síncrono de imanes permanentes con 15 kW de potencia y 32 Nm de par máximo. 
Este motor recibe la energía de 3 baterías de ion-litio ferrrofosfato con una capacidad máxima de 10,3 kWh. Con un consumo medio de 7,4 kWh, el XEV YOYO es capaz de recorrer 160 km según el ciclo de homologación UDDS.
La potencia de recarga de la batería es de 2 kW, lo cual hace que el vehículo esté completamente cargado en algo más de 5 horas. 

## Comercialización
XEV YOYO se comercializa en varios países europeos como: Italia, España y Turquía. También en Uruguay.